# Nematanthus hirsutus
Nematanthus hirsutus là một loài thực vật có hoa trong họ Tai voi. Loài này được (Mart.) Wiehler mô tả khoa học đầu tiên năm 1983.